# Talpa de Allende
Talpa de Allende è un comune del Messico, situato nello stato di Jalisco.